# Palazzo Wertheim
Il Palazzo Wertheim (Palais Wertheim in tedesco) è un edificio storico di Vienna, in Austria.

## Storia
La costruzione del palazzo, commissionata dall'industriale Franz Freiherr von Wertheim all'architetto Heinrich Freiherr von Ferstel, iniziò nel 1864 e si concluse nel 1868. Nel 1910 la destinazione d'uso dell'immobile venne trasformata in residenziale e d'uffici. Il 27 luglio 1977 il primo ristorante McDonald's dell'Austria aprì nei locali al piano terra del palazzo.

## Descrizione
L'edificio sorge lungo il Ring nell'Innere Stadt viennese.